# Сотес-дель-Парамо
Сотес-дель-Парамо (ісп. Zotes del Páramo) — муніципалітет в Іспанії, у складі автономної спільноти Кастилія-і-Леон, у провінції Леон. Населення — 491 особа (2010).
Муніципалітет розташований на відстані близько 270 км на північний захід від Мадрида, 39 км на південь від Леона.
На території муніципалітету розташовані такі населені пункти: (дані про населення за 2010 рік)
- Вільяестріго-дель-Парамо: 108 осіб
- Самбронсінос-дель-Парамо: 101 особа
- Сотес-дель-Парамо: 282 особи

## Демографія
Динаміка населення (INE ):